# Bunium elegans
Bunium elegans là một loài thực vật có hoa trong họ Hoa tán. Loài này được (Fenzl) Freyn mô tả khoa học đầu tiên năm 1892.